# میرحمایت میرزاده
میرحمایت میرزاده فرزند میرعزیز متولد سال ۱۳۴۱ در روستای وانستانق گرمی (مغان)، کارشناس ارشد جامعه‌شناسی، نمایندهٔ حوزهٔ انتخاباتی گرمی و دشت مغان در دورهٔ دهم مجلس شورای اسلامی است.